# Айяла, Эусебио
Эусебио Айяла (исп. Eusebio Ayala; 14 августа 1875, Баррера-Гуасу (ныне — Эусебио-Айяла) — 4 июня 1942, Буэнос-Айрес, Аргентина) — парагвайский политик, дважды президент Парагвая. Получил прозвище «Президент Победы» за успешное завершение Чакской войны.

## Биография
Айяла родился в Барреро-Гуасу, ныне именуемом в его честь Эусебио-Айяла, 14 августа 1875 года. Его родителями были Абдон Борденаве и Казимира Айяла, 19-летняя неграмотная девушка, перенёсшая все тяготы войны Тройственного союза.
Начальное образование Эусебио получил в родном городе, его воспитанием занималась его тётя Бенита. Затем Эусебио переехал в Асунсьон, где устроился курьером в магазин. Благодаря собственным усилиям, он смог поступить в Национальный колледж столицы, где получил ученую степень в 1896 году. Занявшись коммерцией, он получил возможность оплатить собственное обучение на юридическом факультете Национального университета, который окончил со степенью доктора социальных наук и права в 1904 году, защитив кандидатскую диссертацию на тему «Государственный бюджет».
После завершения учёбы в университете Айяла совершил несколько поездок в Европу. В первой из них он выступал в качестве секретаря посольства в Великобритании в течение трёх лет, за это время он освоил английский и французский языки. В Париже он встретил свою будущую жену, Марселу Эмилию Дюран. Она родилась в городе Тур, Франция, 16 января 1889 года и был выдана замуж за парижского ювелира, который покончил жизнь самоубийством из-за наследственной психической болезни. Айяла и Марсела Дюран поженились в Буэнос-Айресе по светскому обряду, и когда вернулись в Парагвай с восьмилетним ребёнком обвенчались в церкви в конфиденциальном порядке 27 декабря 1922 года. Марсела Дюран прожила всю свою оставшуюся жизнь с мужем в Парагвае и умерла в Асунсьоне 20 апреля 1954 года, пережив супруга на 12 лет.
По возвращении в Парагвай Эусебио Айяла читал лекции по уголовному праву и конституционным законом на юридическом факультете и был назначен ректором университета Асунсьона. Как журналист он сотрудничал с газетами El Diario, El Liberal и позже стал редактором журнала права и социальных наук.
За свою долгую политическую карьеру Айяла был юридическим советником крупных корпораций, депутатом, сенатором, министром финансов, юстиции, культуры, просвещения и иностранных дел. Он присоединился к Либеральной партии в 1908 году и вошёл её в «радикальный» сектор. Во время президентства Эмилиано Гонсалеса Наверо, в 1909 году, он был назначен министром иностранных дел, этот пост он занимал в последующих правительствах. Он также был одним из основателей парагвайского Общества международного права в 1916 году.
После отставки президента Мануэля Гондра и начала острого политического кризиса вице-президент Феликс Пайва оказался не способен сформировать правительство, и Конгресс назначил временным президентом Эусебио Айялу 7 ноября 1921 года. Этот пост он занимал до своей отставки 12 апреля 1923 года, в условиях гражданской войны 1922—1923 года.
После отставки Айяла не ушёл из политики. Президент Хосе Патрисио Гуджари назначил его послом в Соединённых Штатах. Кроме того, он читал лекции в Сорбонне, Париж, на тему принцип сохранения существующего положения вещей uti possidetis, который будет использоваться Парагваем в споре с Боливией за область Чако.
Свой второй президентский срок Айяла начал 15 августа 1932 года, за несколько дней до начала Чакской войны с Боливией (1932—1935). В ходе конфликта он несколько раз посещал линию фронта и получил прозвище «Президент Победы».
17 февраля 1936 года, за несколько месяцев до окончания своего срока, Айяла был свергнут в результате военного переворота. Он был арестован и выслан из страны, в Буэнос-Айрес, в сопровождении генерала Эстигаррибии. В изгнании он основал юридическую фирму в Буэнос-Айресе, сотрудничал с местной газетой La Razon. Айяла несколько раз приезжал в Асунсьон по работе и чтобы посетить свою сестру и семью.
Эусебио Айяла умер в Буэнос-Айресе 4 июня 1942 года, в память о нём 17 июня 1942 года старая улица Сан-Лоренцо в Барреро-Гуасу была названа в его честь, а в 1992 году его родной город был переименован в Эусебио-Айяла. 28 сентября 1992 года останки Эусебио Айялы были перевезены спецрейсом в международный аэропорт имени Сильвио Петтиросси из Буэнос-Айреса. На следующий день они были помещены в Национальный Пантеон Героев в Асунсьоне.